# Francis William Aston
Francis William Aston  (Birmingham, Inglaterra, 1 de setembro de 1877 — Cambridge, Inglaterra, 20 de novembro de 1945) foi um físico e químico britânico.
Recebeu o Nobel de Química de 1922, "pela descoberta, utilizando o seu espectrômetro de massa, de isótopos, num grande número de elementos não radioactivos, e pelo enunciado da regra do número inteiro".

## Vida
Francis Aston nasceu no seio de uma família numerosa, o terceiro de sete filhos. Estudou na Harborne Vicarage School e no Malvern College, antes de ingressar no Mason College (futura Universidade de Birmingham) em 1894. Entre os seus professores contavam-se Edward Frankland e William Augustus Tilden (química) e John Henry Poynting (física).
Recebeu uma bolsa de estudos (Forster Scholarship) em 1898, com a qual estudou as propriedades ópticas do ácido tartárico. Pouco tempo depois, ingressou como químico no laboratório de uma cervejeira, onde passou três anos. Nesse período, começou a interessar-se por processos físicos, como a existência de descargas eléctricas em tubos em vácuo.
Em 1903 obteve uma bolsa de estudos para estudar na Universidade de Birmingham. Em 1909 transferiu-se para o  Laboratório Cavendish em  Cambridge, convidado  por Joseph John Thomson, onde trabalhou na identificação dos isótopos do neônio e pesquisou as descargas elétricas em tubos de baixa pressão. Aston tinha lido um livro publicado em 1908, Occult chemistry, pelos teósofos Annie Besant e Charles Leadbeat. Nesse livro, Besant e Leadbeater descreveram sua visão clarividente da estrutura interna dos átomos, inclusive de uma nova forma do elemento gasoso neônio, que chamaram metaneônio. Eles afirmaram que o metaneônio tinha o peso atômico de 22,33. Em 1912, Aston descobriu uma substância com esse peso atômico quando analisava o gás neônio (néon). Também a chamou de metaneônio em um artigo apresentado à reunião anual da Sociedade Britânica para o Progresso da Ciência. A descoberta de Aston se tornou uma descoberta-chave sobre a estrutura atômica (o que, anos mais tarde, levou ao desenvolvimento da bomba atômica). Foi professor no Trinity College de Cambridge. 
Voltou aos seus estudos após a I Guerra Mundial em 1919, inventando um espectrógrafo de massa, que lhe permitiu descobrir a causa das diferenças de massa de um certo número de isótopos não radiativos. Estes estudos lhe permitiram identificar, no mínimo, 212 dos 287 isótopos naturais e formular a "regra do número inteiro": definindo-se a massa do isótopo de oxigénio, todos os outros isótopos possuem massas muito próximas a números inteiros. Mais tarde, pode observar também desvios a esta regra. O espectrógrafo de massa é ainda hoje utilizado em campos tão diversos como Geologia, Química, Física Nuclear e Biologia.
Em 1921 ingressou na Royal Society. Foi também membro de honra da Academia Russa de Ciências e da Accademia dei Lincei.
Foi honrado com o Nobel de Química de 1922, pelo êxito obtido ao determinar as massas atômicas de todos os elementos do sistema periódico. Em seu discurso, por alguma razão, se esqueceu de mencionar o livro dos teósofos como a fonte de inspiração para sua descoberta. Pouco tempo depois, foi convidado a escrever a entrada sobre energia atómica na Enciclopédia Britannica.
Aston era um praticante entusiasta de esqui, montanhismo, ténis e natação. Também tocava instrumentos musicais, nomeadamente o piano, violino e violoncelo.

## Realizações
Entre suas obras mais importantes se encontram os seus livros Isótopos (Isotopes, 1922) e Massa-Espectro e Isótopos (Structural Units of the Material Universe, 1933). Recebeu as seguintes distinções:
- Medalha Mackenzie Davidson da Röntgen Society em 1920
- Medalha Hughes da Royal Society em 1922
- Nobel da Química de 1922
- Medalha John Scott em 1923
- Medalha Paterno em 1923
- Medalha Real em 1938
- Medalha Duddell da Sociedade de Física em 1941
- Doutoramento honoris causa pela Universidade de Birmingham
- Doutoramento honoris causa pela Universidade de Dublin